# Ткачёв, Борис Сергеевич
Бори́с Серге́евич Ткачёв (род. 24 декабря 1966, Симферополь) — советский и украинский футболист, вратарь; тренер.

## Игровая карьера
Выступал во множестве клубов. В высшей лиге чемпионата Украины сыграл 3 матча в составе симферопольской «Таврии». Дебют в высшем дивизионе состоялся 21 апреля 1995 года на 52 минуте матча «Таврия» — «Темп» (Шепетовка) (3:1), когда Борис заменил основного голкипера команды Максима Левицкого. Не сумев стать основным голкипером симферопольского клуба, Ткачёв перешёл в израильскую команду «Секция Нес-Циона», а после возвращения на Украину — в «Николаев». В Николаеве Борис стал основным вратарём, выводил команду на поле с капитанской повязкой.

## Тренерская карьера
Последней командой Ткачёва стала «Крымтеплица», за которую на поле футболист уже не выходил. Вскоре перешёл на тренерскую работу. В 2005 году главный тренер «Крымтеплицы» Олег Лутков перешёл в «ИгроСервис», забрав Ткачёва вместе с собой.
Проживал в Донецке. Выступал в команде ветеранов «Шахтёра», с которой в 2009 году становился чемпионом и обладателем Кубка Украины. Позднее являлся тренером в ФК «Шахтёр», где тренирует вратарей дублирующего состава. В августе 2014 назначен тренером вратарей в образованном по российскому законодательству симферопольском клубе ТСК. 26 февраля 2016 года покинул клуб. Летом 2016 года стал тренером вратарей в брянском «Динамо», но уже в январе 2017 года покинул клуб по собственному желанию. В феврале 2017 года стал тренером вратарей клуба «Крымтеплица», выступающего в премьер лиге КФС.
С июля 2020 года по ноябрь 2021 года был тренером вратарей в клубе «Виста» (Геленджик). В январе 2022 года стал тренером вратарей в липецком «Металлурге». С августа по декабрь 2023 года тренировал вратарей в штабе Дмитрия Комбарова в петербургской «Звезде». В январе 2024 года вместе с Комбаровым перешёл в «Спартак-2». 17 июля 2025 года вместе с Комбаровым покинул клуб. 18 июля 2025 года вошёл в штаб Комбарова в песчанокопской «Чайке».